# Smällglim
Smällglim (Silene vulgaris (Moench) Garcke) är en perenn ört i familjen Nejlikväxter.

## Biologi
Växten kan bli 60 à 70 cm hög, sällsynt 100 cm, och har en huvudrot, som är beväxt med fina trådutskott, ungefär som hos en morot. Huvuddroten kan tränga meterdjupt ner i marken.
Smällglim förekommer både som enkönade och tvåkönade plantor. Det finns tecken på att enkönade plantor kan växla kön under olika levnadsåldrar. Från Nordamerika har man i sällsynta fall funnit att det på samma planta samtidigt fanns både tvåkönade blommor och honblommor.
Hos de enkönade finns nektarn så djupt inne, att bara insekter med tillräckligt lång tunga når dit, exempelvis bin och fjärilar. Humlor är för stora för att komma in i blomman tillräckligt djupt, men de biter hål i blåsan utifrån för att komma åt nektarn, men bidrar då inte till pollineringen.
Blommans fem kronblad är vita, ibland något rödaktiga. De är djupt flikade, så det kan nästan se ut som om det vore 10 kronblad. Foderbladen bildar en markant blåsa med 20 nerver runt en stor del av blomman.

Tvåsidigt knippe

Blomställningen är ett tvåsidigt knippe.
Hanblomman har 10 ståndare arrangerade i två kransar med 5 ståndare i vardera kransen.
Honblomman har endast 1 pistill med 3 märken.
Blomningen sker i tre steg. Först mognar ståndarna i den yttre kransen. Först när dessa vissnat mognar ståndarna i den inre kransen. Inte förrän strax därefter är pistillen mogen.
Dagtid är kronbladen hoprullade, och de rullas upp i skymningen för att locka till sig nattaktiva insekter. Doften kommer först då.
Frukten är en kapsel, även benämnd fröhus. När den är mogen öppnar den sig med 6 flikar. I kapseln kan det finnas från 1 till 50 njurformade ljusbruna frön, 2 … 3 mm långa.
Kromosomtalet är 2n = 12.
De tvåkönade blommorna förökas genom självbefruktning. Spridning kan ske även genom rotskott och jordslagning av nedhängande delar.

### Blomningstider
| Sverige   | juni – augusti  |
| Frankrike | april – augusti |
| Italien   | maj – september |
| Malta     | januari – maj   |
| Spanien   | juli – augusti  |
| Tyskland  | maj – september |

## Förekomst

### Habitat
Smällglim förekommer allmänt i stora delar av Europa och västliga delar av Asien och nordliga Sibirien. Enstaka fynd i Japan.
Finns i nästan hela Sverige, utom i de kallaste fjälltrakterna.
I södra Norge når den upp till 1 330 m ö h; i Centraleuropas bergstrakter kan den gå över 2 000 m ö h.
Växten är inte ursprunglig i Nordamerika, Nordafrika och Australien, men har införts till dessa trakter genom mänsklig verksamhet.

### Biotop
Torra, solbelysta områden med magra kalkhaltiga (basiska) och kvävefattiga jordarter.

## Användning och i kulturen
Smällglim förekommer odlad som prydnadsväxt, men har i Sverige knappast någon annan användning numera.
Trots att smällglim innehåller saponin, som kan vara farligt, om det kommer in direkt i blodet, är blad och unga skott ätbara. Saponinet passerar hos människan i allmänhet tarmkanalen utan att orsaka några besvär, eftersom det kan brytas ner där. Om smällglimen kokas försvinner saponinet.
För fiskar kan saponin vara farligt, och i äldre tider har smällglim kastats i vattendrag, där man av en eller annan anledning velat bli av med fisken.
Bladen, som ska skördas före blomningen. kan ätas såväl råa som sallad och som kokta, då de kan tillredas på samma sätt som spenatstuvning.
Som sallad anges smaken likna gröna päron, dock med en viss bitter ton.
Som naturläkemedel har smällglim använts i bad för mjukgörning av torr hud. Växtsaft från smällglim har använts för behandling av ögonkatarrer.
Saponinet kan utlakas från roten, och luten, som löddrar, kan användas som nödtvättmedel för kläder. (Saponin är f ö av samma rot som svenska ordet såpa, ett tvättmedel. (Latin: sapo = tvål)

### Folktro
Tarald är gotländska för smällglim, och kan översättas med tårvållaren. Namnet grundas på tron att diverse små trolldomsväsen var rädda för tarald, eftersom dessa väsen, om de råkade beröra en tarald, drabbades av en så djup sorg, att de började gråta. Av denna orsak ansågs tarald vara bland de starkaste medel man kunde finna för att jaga småtroll på flykten.
Jämför tårpil.
Detta kan jämföras med det engelska namnet Maiden's Tears, jungfrutårar. Man kan kanske ana något kulturellt samband av detta.

## Namn

### Etymologi
- Tolkningen av släktnamnet Silene omstridd. Försök till förklaringar är:

1. Av grekiska sialon = saliv. Anledning skulle då vara hänsyftning till en klistrig utsöndring, som finns på strået.
2. Av satyren Silenus i den romerska mytologien, alkoholist och fosterfar till vinguden Bacchus. Berusad ska Silenus ha varit belagd med något slags fradga, som då skulle vara en likhet med smällglimens utsöndring från körtelhår på strået.
- Artepitetet vulgaris är det latinska ordet för allmän, vanlig.

### Andra namn
Namnet smällglim har växten fått av egenskapen att man kan smälla blåsan ungefär som man smäller en uppblåst  papperspåse. Jämför smällbär. Denna egenskap beskrivs även av norska engsmelle (ängsmälla) och danska Blæresmællde (blås-smälla.]
Ljudet kommer igen även på engelska i knapbottle. Det medeltida ordet knap har nämligen innebörden ett kort, skarpt ljud, såsom smällen i smällglim. Som en svensk släktskap till knap kan man tänka sig knäpp. Foderbladens blåsa kan liknas vid en flaska, därav engelska bottle.
Maiden's Tears kan översättas med jungfrutårar, som avser Jungfru Marias stora tårar i sorgen vid Jesu korsfästelse.
I venetianska går detta igen i Tajadełe de ła Madona, där Madona avser Ma Donna, som via franskans något förvanskade Notre Dame blivit Vår Fru på svenska, d.v.s. Jungfru Maria.
Tyska Knirrkohl härleds från knirren, som betyder bl a knaka, och Kohl är inget annat än kålväxter på svenska. Knirrkohl betyder alltså knakande kål (när man plattar till (knäcker) smällglimens blåsa).

### Bygdemål
| Språk            | Namn | Trakt |
| ---------------- | --- | ----- |
| Svenska          | |       |
| Blärer           | Skåne |       |
| Duveägg          | Närke |       |
| Flåsgräs         | Värmland |       |
| Gumsepungar      | Svealand |       |
| Harpungar        | Småland |       |
| Knäcker          | Skåne |       |
| Smällor          | |       |
| Tarald (Taralld) | Gotland |       |
| Ängsglim         | |       |
| Danska           | Blæresmælde |       |
| Engelska         | Red campion Red catchfly |       |
| Estniska         | Harilik põisrohi |       |
| Finska           | Puna-ailakki |       |
| Franska          | Claquet Silène enflé |       |
| Japanska         | 白玉草 |       |
| Nederländska     | Blaassilene |       |
| Norska (bokmål)  | Engsmelle |       |
| Nynorsk          | Engsmelle |       |
| Polska           | Lepnica rozdęta |       |
| Ryska            | Смолёвка обыкнове́нная хлопу́шка |       |
| Spanska          | Acoletas Alcadicea Alcaducea Alcanducea Alcandueca Alcoletas Ben blanco Berza Berzuela blanca Botello Bragas de cuco Calzón de cuco Carnicuela Carnihuela Cascabelillo de Canarias Cebolla Churriana Cluxidera Cohetes Coleja Colejón Colellas Coleta Colleja Colleja común Colleja fina Colleja marina Collejas Collejas de España Collejas finas Collejicas finas Collejón Conehera Coneja Conejera Conejeras Conejina Conejinos Conejito de campo Conejuelas Coneles Conillets Cornagüela Cornahuela Cornihuela Cue es Cunillos Estallaores Farifuelles Farolillos Guiso Hierba conejina Hierba de los truenos Manzana de cuco Manzanillón Petardos Pistones Polemonia Polemonio Raíz blanca Restallones Restallos Restralleta Restralletas Restrallete Restrallos Restrallón Roya Sanjuanines Santibañes Silena Tirabeques de la esperanza Tirapeoh Tiratiros Tracabols Trisco Triscos Truenos Verderuela |       |
| Tyska            | Aufgeblasenes Leimkraut Klatschnelke Knirrkohl Rote Lichtnelke Taubenkropf-Leimkraut |       |
| Ungerska         | Hólyagos habszegfű |       |

## Underarter
- Silene angustifolia ssp. vulgaris Briq. des. inval.
- Silene inflata ssp. vulgaris P.Fourn. des. inval.
- Silene venosa Asch. ssp. venosa
- Silene vulgaris ssp. aetnensis (Strobl) Pignatti (Habitat Sicilien.)
- Silene vulgaris ssp. commutata (Guss.) Hayek
- Silene vulgaris ssp. glareosa (Jord.) Marsden-Jones & Turrill
  - Synonymer:
Silene glareosa Jord.
Behen alpinus var. glareosus (Jord.) Gusul.
Oberna glareosa (Jord.) Ikonn.
Silene uniflora ssp. glareosa (Jord.) Chater & Walters
Silene alpina auct.
Silene vulgaris ssp. alpina auct. non (Lam.) E.Thomas
Silene vulgaris ssp. prostrata auct. non (Gaudin) Schinz & Thell.
Silene willdenowii auct. non Sweet
Silene inflata ssp. prostrata Gaudin
- Silene vulgaris ssp. humilis (R.Schub.) Rauschert
  - Synonymer:
Silene vulgaris var. humilis R.Schub.
Silene cucubalus ssp. humilis (R.Schub.) Rothm.
- Silene vulgaris var. maritima
- Silene vulgaris ssp. macrocarpa Turrill
- Silene vulgaris ssp. prostrata (Gaudin) Schinz & Thell.
- Silene vulgaris ssp. suffrutescens Greuter & al. (Habitat: Grekland och Kreta
- Silene vulgaris ssp. vourinensis Greuter. (Habitat: Grekland
- Silene vulgaris (Moench) Garcke ssp. vulgaris (Kromosomtal 2n = 24 eller 48.)

## Galleri

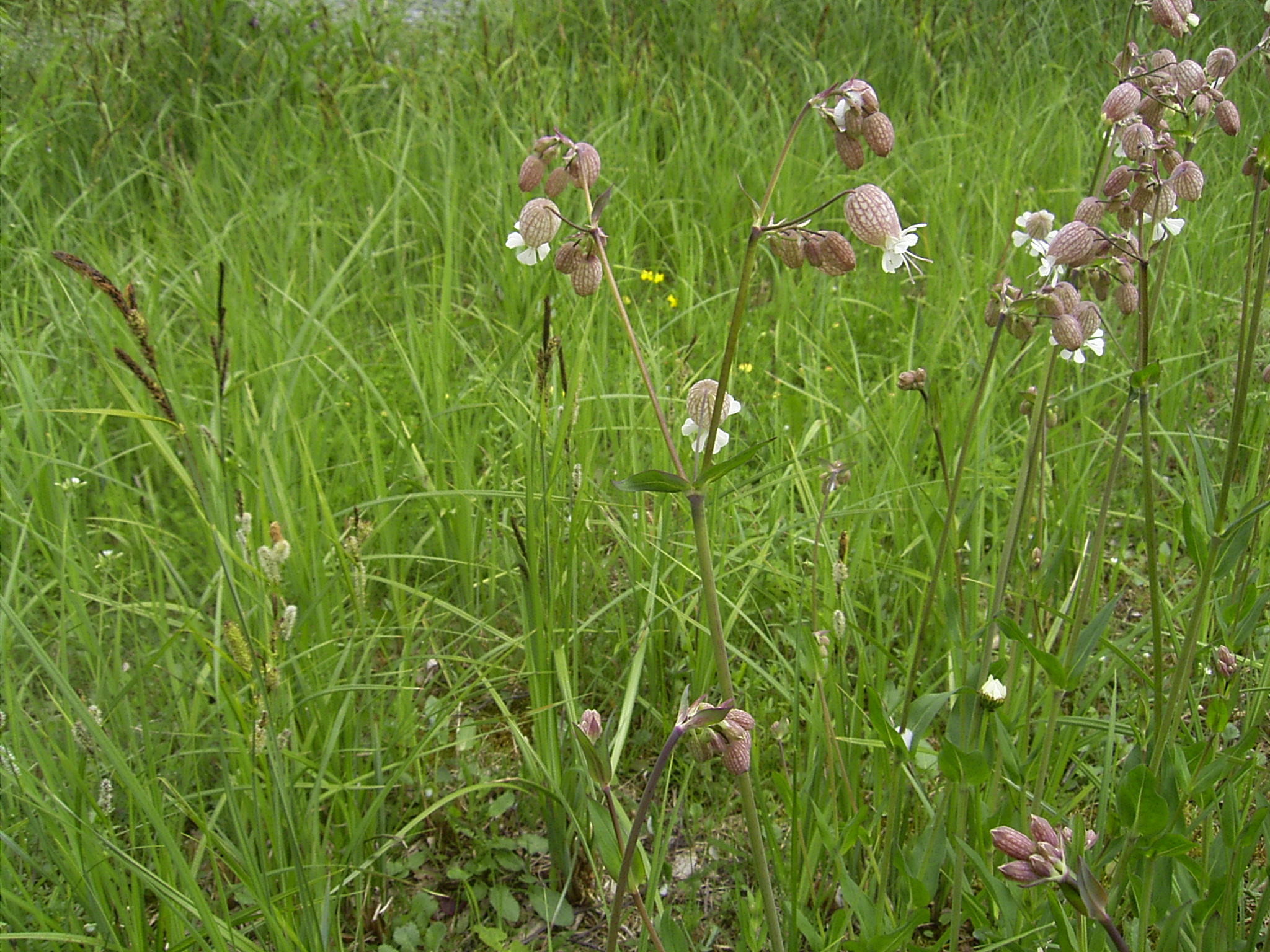
Habitat
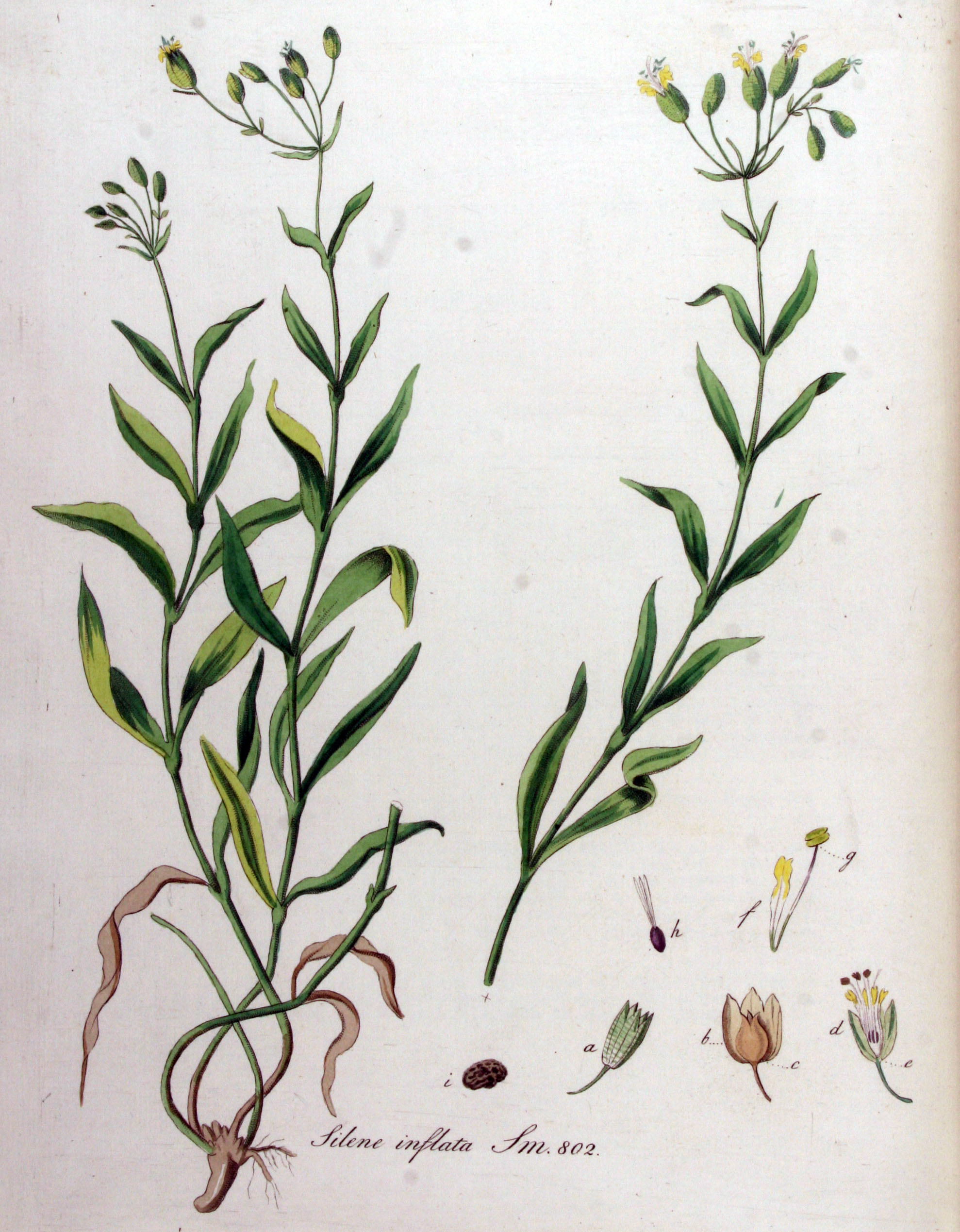
De parställda bladen minskar i längd mot toppen på strået
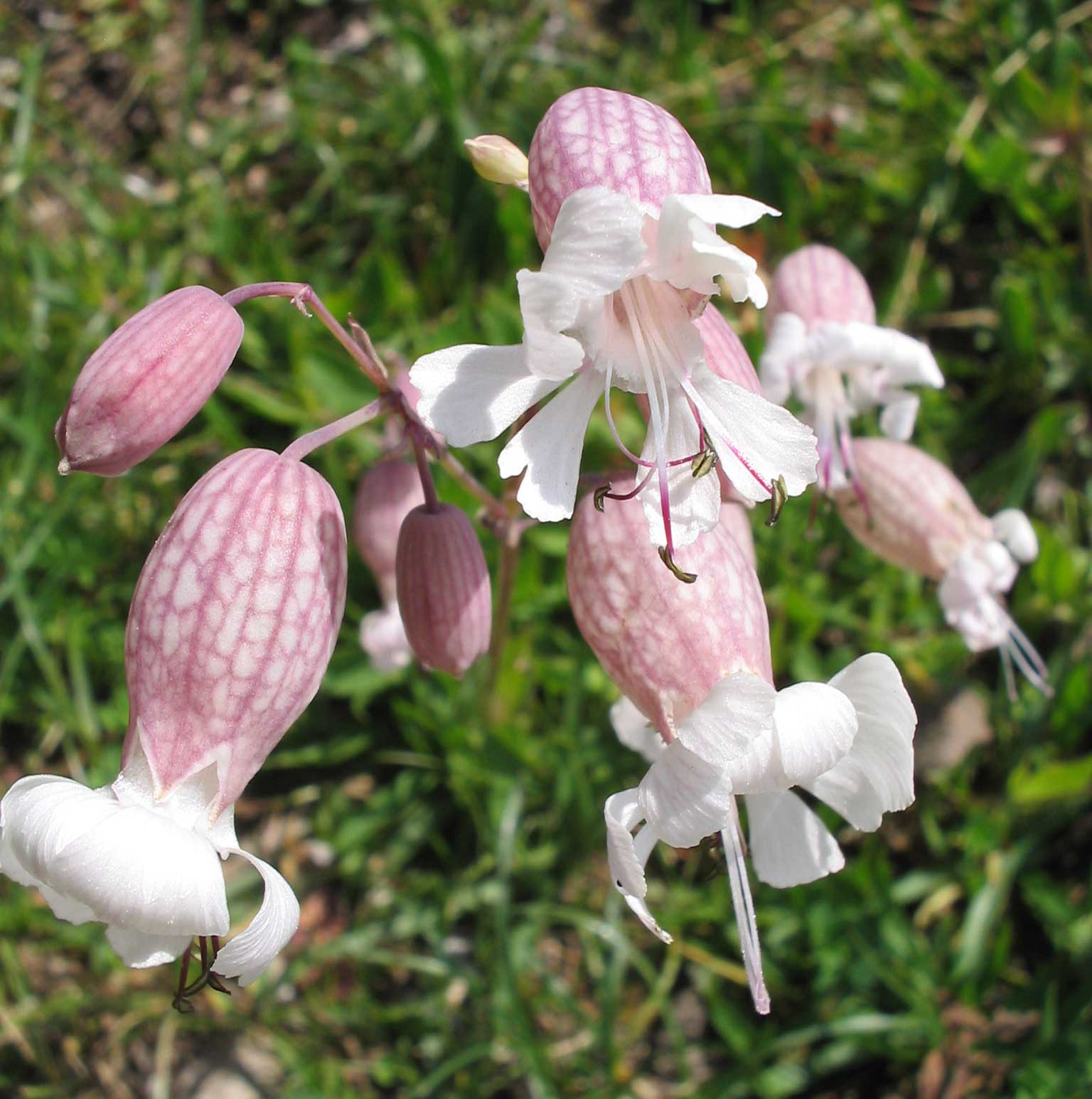
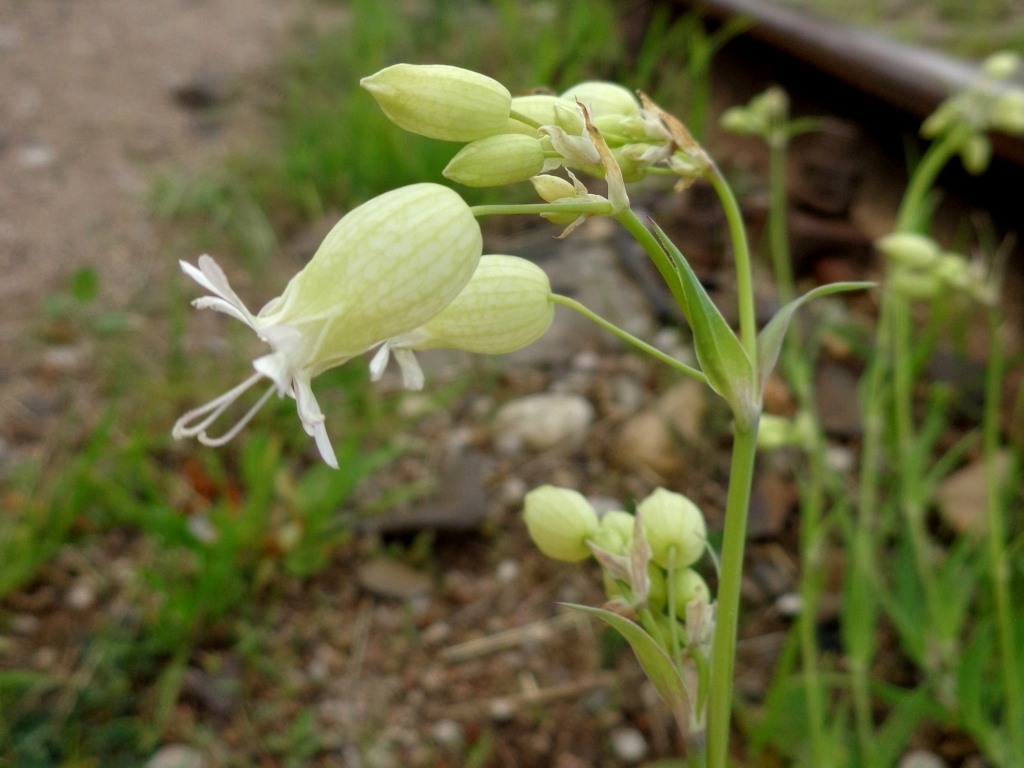
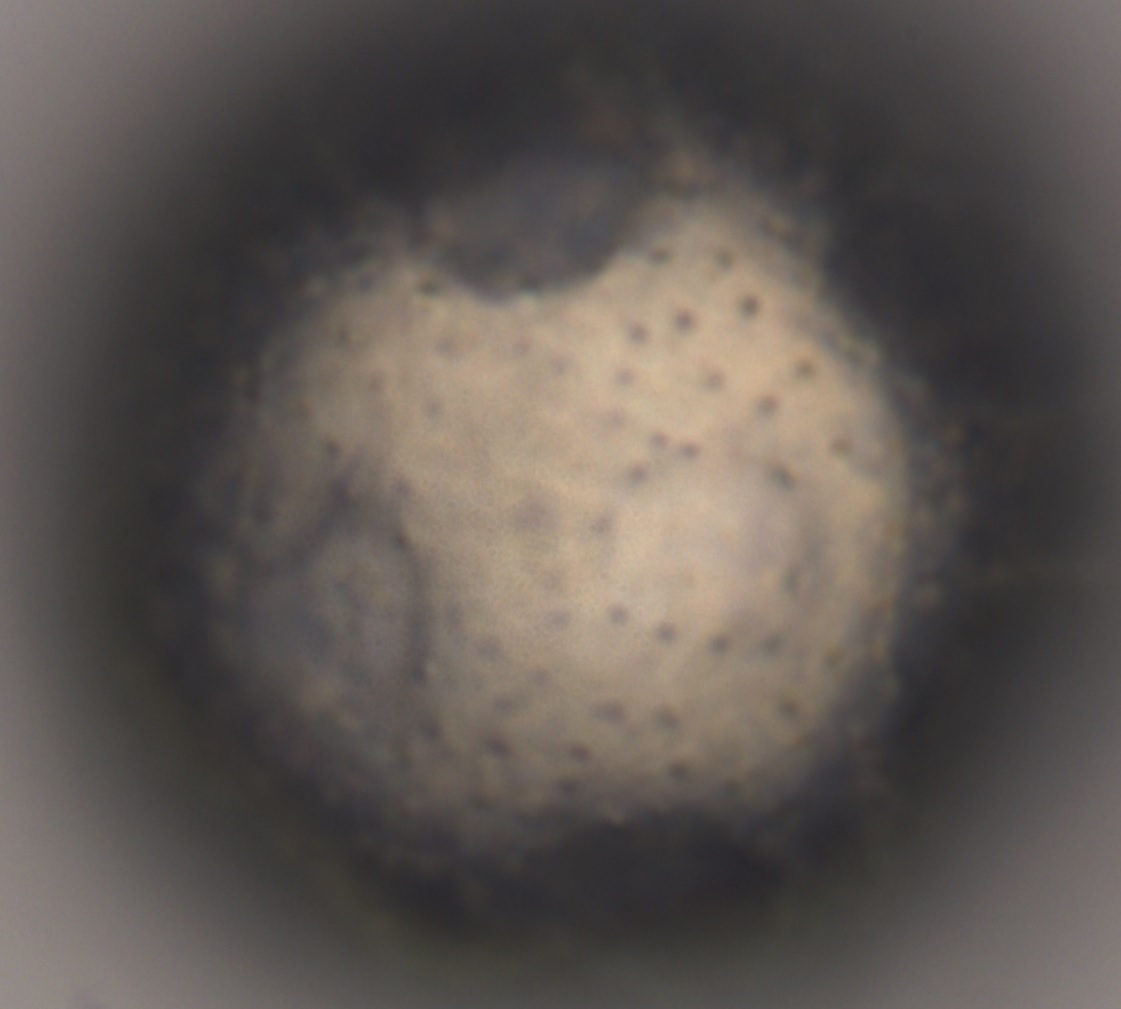
Pollenkorn Förstoring 400 ×
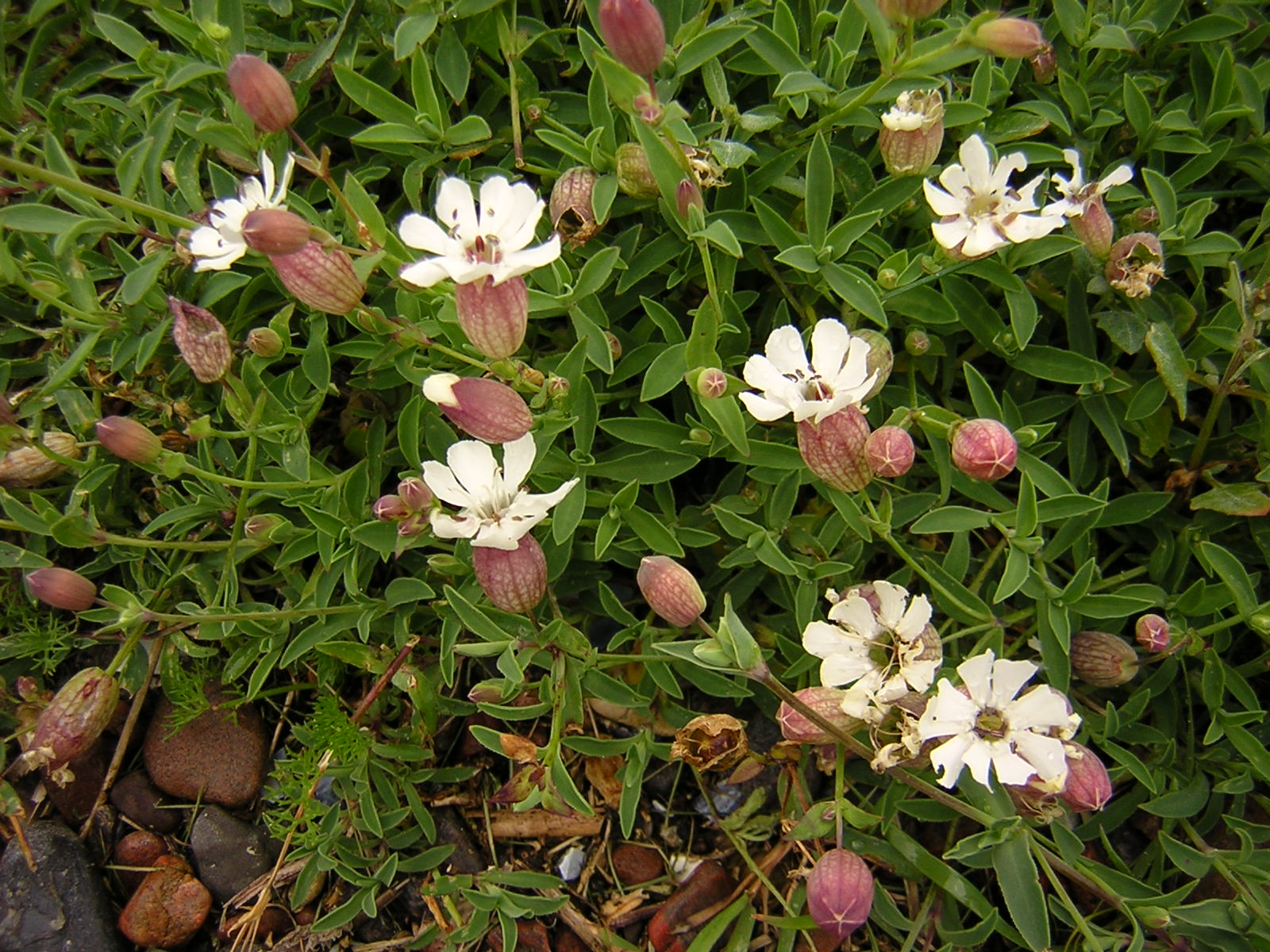
Silene vulgaris ssp. maritima